# El Carnicero de la Carretera B1
El Carnicero de la Carretera B1: Es un asesino en serie no identificado de Namibia. El Carnicero de la Carretera B1 asesinó al menos a cinco mujeres entre 2005 y 2007, con todos los asesinatos están relacionados con la Carretera Nacional B1 de Namibia.
En 2007, un namibio nacido en Alemania fue acusado de violación, arrestado y luego relacionado con estos asesinatos sin resolver. Sin embargo, fue, después de un largo período de encarcelamiento, absuelto por falta de pruebas. En 2008, un hombre que se suicidó quedó implicado cuando la serie de asesinatos terminó en 2007, pero la conexión no pudo probarse de manera concluyente.

Mapa de la Carretera Nacional B1 de Namibia

## Nombre
El carnicero de la Carretera B1 recibió su nombre de los medios de comunicación social de Namibia, debido a que los restos de las víctimas se encontraron muy cerca de la carretera nacional B1 de Namibia, que cruza el país de norte a sur. La parte "carnicero" del nombre proviene de la forma profesional en que se desmembraron los cuerpos. El Carnicero de la Carretera B1 también fue llamado El "Destripador de Khomas", debido a la región donde se encontraron los restos de las víctimas.

## Asesinatos
Partes del cuerpo fueron encontrados en junio y julio de 2007 en la región de Khomas a lo largo de la Carretera Nacional B1 en el área metropolitana de Windhoek entre Rehoboth y Okahandja. Estas partes del cuerpo estaban envueltas en bolsas de basura y pertenecían a dos mujeres diferentes. Ya en 2005 ocurrieron dos asesinatos similares de mujeres sin explicación, esos dos asesinatos también se han atribuido posteriormente al Carnicero de la Carretera B1. La cabeza y un brazo de la hasta ahora última víctima fueron encontrados en agosto de 2007, más al norte de la Carretera Nacional B1 entre Windhoek, Okahandja. En septiembre de 2007 se descubrieron más partes del cuerpo de la misma víctima cerca de Grootfontein en la región de Otjozondjupa. Esta mujer nunca ha sido identificada. La Fuerza de Policía de Namibia tomó esta secuencia de eventos como una pista de que el asesino podría haberse mudado desde Windhoek hacia el norte.
En octubre de 2007, tres detectives experimentados y especialistas en asesinatos en serie de la República de Sudáfrica ayudaron en las investigaciones. Se cree que esta serie de asesinatos nunca serán esclarecidos.

## Víctimas
Las cinco víctimas del carnicero de la Carretera B1 eran mujeres jóvenes o de mediana edad. Dos de las cinco mujeres asesinadas (ambas encontradas en 2007) no pudieron ser identificadas. Las otras tres mujeres son Juanita Mabula (21 años, asesinada en 2005), Melanie Janse (22 años, 2005) y Sanna Helena ǁGaroës (36 años, 2007).
Todas las mujeres asesinadas eran namibias de color, cada una de las tres víctimas identificadas hablaba afrikaans, damara o ambos con fluidez. Además, todas las partes del cuerpo de las víctimas mostraban signos de congelación o refrigeración, lo que sugiere que estaban en algún tipo de almacenamiento en frío. Sin embargo, el método de matar fue diferente: Janse fue estrangulada y Mabula fue golpeada en la cabeza con un objeto contundente.
Al menos dos de las tres víctimas identificadas eran prostitutas que trabajaban en el área de Ausspannplatz del centro de Windhoek. Dos de las víctimas, Janse y ǁGaroes, aparentemente se conocían bien.

## Sospechosos
En septiembre de 2007, Un hombre de 50 años fue arrestado en Otjiwarongo  después de decirle a varias personas que él era responsable del asesinato de una mujer cuya cabeza y brazos fueron encontrados en Grootfontein y se llamó a la policía y arrestaron al hombre, quien  confirmó que era un residente de Windhoek que había estado en la ciudad asistiendo a un taller. Fue puesto en libertad tras ser interrogado y sus datos fueron tomados.
En agosto de 2007, el ciudadano alemán Heinz Knierim fue detenido por sospecharse que había violado a una namibia de 29 años cerca de Windhoek el mes anterior. También se dijo que intentó estrangular posteriormente a la mujer. Knierim negó todas las acusaciones. En febrero de 2010, fue absuelto por falta de pruebas y puesto en libertad. Knierim demandó por daños y perjuicios al gobierno de Namibia por el calvario de haber sido acusado de ser el Carnicero de la Carretera B1.
En 2008, Hans Husselmann de Rehoboth se quitó la vida tras estar implicado en los asesinatos. Había cumplido cadena perpetua por dos asesinatos antes y solo fue liberado en 2004. Aunque el ADN de ǁGaroës se encontró en el apartamento de Husselmann y el ADN de Husselmann se encontró en una carta a la policía sobre el asesinato de Mabula, la evidencia no fue concluyente. En ese momento, surgieron sospechas de que el Carnicero de la Carretera B1 podría no ser una sola persona sino más bien un "actor principal" y varios imitadores.

## Consecuencias
En julio de 2007, mujeres de Windhoek, Rehoboth y Tsumis Park publicaron una carta abierta conjunta al carnicero B1 para proporcionar información sobre las partes del cuerpo que aún faltan para el entierro digno de las víctimas del asesinato. También le dijeron que se entregara a la policía.
En 2010, se descubrió una cabeza y un brazo humanos en una granja en Rehoboth, lo que generó temor de que el Carnicero pudiera estar activo nuevamente. Sin embargo, no se consideró probable una conexión con los asesinatos del Carnicero de la Carretera B1 en esto porque no mostraba muchas de las similitudes anteriores: las partes del cuerpo no se encontraron cerca de una carretera, y se quemaron en lugar de congelarse.
La serie de asesinatos provocó considerables críticas públicas sobre la eficacia y eficiencia de la Fuerza de Policía de Namibia , como en otros casos de delitos violentos como el Asesinato de Magdalena Stoffels.